# Steven Erlanger
Pour les articles homonymes, voir Erlanger.
Steven J. Erlanger (né en 1952) est un journaliste américain. Il fut chef de bureau à Paris du New York Times de 2008 à octobre 2013. Erlanger a rejoint Times en septembre 1987.
Il signe un tribune sur le chômage des jeunes en France en 2012 qu'il qualifie de Génération flottante
.

## Récompenses
- 1981 - Robert Livingston Award for international reporting for a series of articles about Eastern Europe
- 2000 - German Marshall Fund’s Peter Weitz Prize for excellence and originality in reporting and analyzing European and transatlantic affairs
- 2001 - American Society of Newspaper Editors's Jesse Laventhol Prize for Deadline Reporting-Individual for deadline reporting for his work in the former Yugoslavia
- 2002 - Shared Pulitzer Prize for Explanatory Reporting with other staffers of The New York Times for work on Al Qaeda.